# Liste der Bodendenkmäler in Genderkingen
Auf dieser Seite sind die Bodendenkmäler in der schwäbischen Gemeinde Genderkingen zusammengestellt. Diese Tabelle ist eine Teilliste der Liste der Bodendenkmäler in Bayern. Grundlage ist die Bayerische Denkmalliste, die auf Basis des Bayerischen Denkmalschutzgesetzes vom 1. Oktober 1973 erstmals erstellt wurde und seither durch das Bayerische Landesamt für Denkmalpflege geführt wird. Die folgenden Angaben ersetzen nicht die rechtsverbindliche Auskunft der Denkmalschutzbehörde.

## Bodendenkmäler in Genderkingen
| Lage                    | Objekt | Akten-Nr.     | Bild           |
| ----------------------- | --- | ------------- | -------------- |
| (Standort)              | Siedlung vor- und frühgeschichtlicher Zeitstellung.                                                                       | D-7-7231-0077 |                |
| (Standort)              | Villa rustica der römischen Kaiserzeit.                                                                                   | D-7-7231-0078 |                |
| (Standort)              | Siedlung vor- und frühgeschichtlicher Zeitstellung.                                                                       | D-7-7231-0113 |                |
| (Standort)              | Siedlung vor- und frühgeschichtlicher Zeitstellung.                                                                       | D-7-7231-0114 |                |
| Kirchplatz 1 (Standort) | Mittelalterliche und frühneuzeitliche Befunde im Bereich der katholischen Pfarrkirche St. Peter und Paul in Genderkingen. | D-7-7231-0180 | weitere Bilder |